# Jack Bristow
Jonathan "Jack" Donahue Bristow, agente doble de la CIA infiltrado en el SD-6 es un personaje de ficción interpretado por el actor canadiense de cine y televisión Victor Garber en la serie de televisión Alias. Jack Bristow es el marido de Irina Derevko y el padre de Sydney Bristow protagonista principal en la serie de televisión.

## Biografía
Jack Bristow es un agente doble de la CIA infiltrado en el SD-6, emocionalmente distante es el personaje con el carácter más frío y a la vez brutal de la serie. Sin embargo el rasgo de definición de su carácter su devoción por la seguridad de su hija Sydney Bristow. Tras la traición de su mujer Irina Derevko (aún no superada) se volvió sumamente protector y es capaz de matar, torturar o incluso traicionar a su propio país por salvaguardar el bienestar de Sydney, aun a riesgo de su propia vida. Su relación con Sydney es fría y problemática, aunque todo cambiará.
Antes de suceder los acontecimientos de la serie, Jack estuvo casado y tuvo a Sydney con Irina Derevko, a la que conocía como Laura Bristow, que como tapadera impartía clases de Literatura en la prestigiosa universidad de UCLA, pero que en realidad era una espía soviética de la KGB a la que le encargaron la misión de casarse con Jack para obtener información de la CIA y en especial para robar los detalles del Proyecto Navidad, que Jack desarrollaba para la Agencia.
Una vez que se supo que el accidente de Irina fue un montaje. Jack, sospechoso de traición y ser complicie en el espionaje de Irinia, fue detenido y puesto en aislamiento bajo custodia federal. Antes se puso en contacto con Arvin Sloane y Emily Sloane para que cuidasen de Sydney. Cuando finalmente fue absuelto de todos sus cargos y puesto en libertad, cayó en depresión y comenzó a beber, alejándose más y más de Sydney. Aproximadamente diez años más tarde, Jack fue reclutado por Sloane en el SD-6 cuando la Alianza de Doce fue fundada, y era uno de los pocos agentes que sabían la verdad del SD-6. Fue nombrado Director de Operaciones en SD-6, y era el principal candidato para tomar el lugar de Sloane una vez que este pasase a ser miembro de la Alianza.
Cuando Sydney estaba en la universidad, Arvin Sloane la reclutó para SD-6 sin el conocimiento de Jack. Jack reaccionó negativamente a las explicaciones de Sydney en las que decía trabajar para un banco llamado Crédito Dauphine, la empresa tapadera del SD-6. Sin embargo, la reacción de Jack hizo que Sydney más decidiera el trabajar para la CIA. Jack más tarde reveló a Sydney que él había reconocido su potencial, pero quería mantenerla lejos de esta vida.
Varios años más tarde cuando Sydney supo toda la verdad del SD-6 y pasó a ser una agente doble para la verdadera CIA, Sydney descubrió que su padre ya lo era desde hace mucho tiempo y empezaron a trabajar juntos para acabar con el SD-6. Jack usaba su posición como el director de operaciones del SD-6 para estructurar las misiones dando ventaja a la CIA. Cuando Irina Derevko hace su reaparición en la segunda temporada, Jack tratará con sus sentimientos aún dentro de él de amor y odio hacia ella siguiendo realizando su trabajo en SD-6 y en la CIA. Con la destrucción SD-6's, Jack se decidió en dar un paso hacia delante en la relación con Sydney.
Durante la desaparición de Sydney de dos años entre la temporada 2 y 3, Jack estuvo otra vez bajo arresto en aislamiento durante un año debido a su colaboración con Irina la búsqueda de Sydney. Durante la tercera temporada, Jack estará más unido a Sydney aunque siempre guardando secretos.
Al principio de la cuarta temporada Sydney descubre que Irina había contratado los servicios de un mercenario para asesinarla. Jack obtuvo permiso de sus superiores para ejecutar a Irina y él mismo lo llevó a cabo. Más tarde Sydney encontró el cuerpo de su madre en un almacén médico y lo enterró en una cripta en Moscú a tres manzanas de donde ella vivió en su niñez. Esto hizo que su relación se volviera a enfriar y más si cabe cuando Sydney abandona la CIA para pasar a formar parte de una rama secreta de la misma llamaa APO y dirigida por Sloane, junto a Jack y todos sus compañeros de trabajo anteriores.`
Sin embargo en la quinta temporada su relación se hace cada vez más fuerte; al enterarse de que Sydney está embarazada ayudándole en todo lo que él no pudo hacer cuando ella era pequeña. 
Al final de la temporada Sloane dispara a Jack en el pecho, haciendo que Sydney le regrese 7 disparos. Ya con Sloane muerto Jack le pide a Sydney que vaya a detener a su madre.
Ese momento es el más conmovedor de la serie; cuando por fin Jack expresa lo que siente. Finalmente la última vez que vimos a Jack fue hablando con Sloane y activando una carga de C4.
(Al final de la serie se puede ver como Sydney tuvo otro hijo al cual le puso en conmemoración de su padre Jack)

## Expediente Clasificado
JACK BRISTOW
- ID-CLASS: USS-CI-2300682
- PERFIL: BRISTOW JACK D.

CIA USS-CI-2300682.

- LUGAR DE NACIMIENTO: London, Ontario, Canadá
- AFILIACIÓN: CIA (Agencia Central de Inteligencia)
- ALTURA: 188cm
- PESO: 88,5 kg
- CARACTERÍSTICAS EN SERVICIO: Gran capacidad para soportar la tortura, expuesto a gran cantidad de radiación para salvar a Sydney.
- ENTRENAMIENTO/HABILIDADES ESPECIALES:Psicología, Física, Aeronáutica, Ingeniería, Criptología, Lingüística, capacidad absoluta para controlar sus emociones y así poder eludir interrogatorios y detectores de mentiras, alta capacidad y conocimiento de la anatomía humana tanto para la medicina como para la tortura.
- IDIOMAS: Inglés, Español, Ruso, Chino y Árabe
- EDUCACIÓN: Doctorado, LAS
- ESPOSA: Irina Derevko alias Laura Bristow
- HIJA: Sydney Bristow
- HISTORIAL Reclutado por la CIA junto a Arvin Sloane en 1970. Se marchó al SD-6 junto con Sloane cuando se constituyó la Alianza de los Doce en 1991, aunque siempre perteneció a la CIA utilizó como tapadera su desilusión con el Gobierno de los Estados Unidos debido al alto grado de corrupción y argumentaba que la alianza podía gobernar este mundo tan corrupto. Su trabajo encubierto en el SD-6 era como exportador de piezas de aviones en el espacio aéreo de Jennins hasta 2001, fecha en la que fue nombrado mánager general del credit dauphine. Estuvo siendo investigado tras contraer matrimonio con Irina Derevko alias Laura Bristow una agente de la KGB. Fue absuelto de todos los cargos tanto por la CIA como por el FBI

- Datos: Q2720500